# Distrito de San Pedro de Coris
El Distrito peruano de San Pedro de Coris es uno de los once distritos que conforman la Provincia de Churcampa, ubicada en el Departamento de Huancavelica, bajo la administración del Gobierno Regional de Huancavelica, en la zona de los andes centrales del Perú. Limita por el norte con el Distrito de Pachamarca y el Departamento de Ayacucho; por el sur con el Distrito de Churcampa; por el este con el Departamento de Ayacucho; y, por el oeste con los distritos de Locroja y Paucarbamba.
Desde el punto de vista jerárquico de la Iglesia católica, forma parte de la Diócesis de Huancavelica.

## Historia
La fecha de creación de este distrito, por ley dada en el gobierno del Presidente Manuel Prado Ugarteche, es el 10 de mayo de 1955.

## Geografía
La población total en este distrito es de 4 244 personas y tiene un área de 126,17 km².

## Autoridades

### Municipales
- 2023 - 2026    
  - Alcalde: Sr. Josué Arrieta Barrientos, Movimiento Regional Ayni[6] (Ayni)

- 2011-2014[7]
  - Alcalde: Santiago Barzola Meza, Movimiento Regional Ayni (Ayni).
  - Regidores: Pelaya Méndez Toscano (Ayni), Pedro Taipe Tiraccaya (Ayni), Beatriz Ayala Otárola (Ayni), Yoni Alfredo Huarcaya Lanazca (Ayni), Gregorio Urbano Meza (Unidos por Huancavelica).[8]
- 2007-2010
  - Alcalde: Meger Josue Rojas Meza,[9] Movimiento regional Ayni.

### Policiales
- Comisario: PNP.

ALFZ. PNP. Raul Alexander LEIVA VARGAS

### Religiosas
- Diócesis de Huancavelica[10]
  - Obispo de Huancavelica: Monseñor Isidro Barrio Barrio.[11]
- Parroquia
  - Párroco: Pbro. .